# Макроконвейер
Макроконвейер — распределенная многопроцессорная система, обладающая программной и аппаратной поддержкой организации вычислений по макроконвейерному принципу. Этот принцип был предложен в 1978 году советским математиком В. М. Глушковым. Его суть состоит в том, что при распределении вычислительных заданий между процессорами каждому процессору на очередном шаге вычислений дается такое задание, которое может загрузить его работой на определенное время, без взаимодействия с другими процессорами.:320 Последовательное применение принципа макроконвейера позволяет получить линейное ускорение в зависимости от числа процессоров, используемых для решения задачи.

## Математическое описание
Предположим, что нам требуется решить задачу вычисления функции {\displaystyle y=f(x)}. Время вычисления зависит от числа операций, которое в свою очередь, зависит от некоторого числового параметра или набора параметров {\displaystyle n=(n_{1},n_{2},...)}, характеризующих исходные данные {\displaystyle x}. Пусть время выражается зависимостью {\displaystyle t(n)}. Параметр {\displaystyle n} можно выбрать так, что функция {\displaystyle t(n)} будет расти с ростом {\displaystyle n}. Например, если {\displaystyle y=f(x)=f(x_{1},x_{2})} — решение системы линейных алгебраических уравнений с матрицей коэффициентов {\displaystyle x_{1}} и вектором свободных членов {\displaystyle x_{2}}, которое вычисляется одним из прямых методов, то в качестве {\displaystyle n} можно взять порядок системы. Если же система решается итерационным методом, то в качестве {\displaystyle n} можно взять пару — порядок системы и число итераций.
Допустим, что распределить вычисление функции {\displaystyle y=f(x)} равномерно между процессорами возможно так, что каждый из процессоров {\displaystyle p} будет работать время {\displaystyle t_{p}(n)=t(n)/p}. В реальной системе стоит также учитывать накладные расходы связанные с обменом информации между процессорами. Представим время потраченое на накладные расходы как {\displaystyle w_{p}(n)}, оно включает в себя собственно время необходимое для передачи данных, время на синхронизацию. Время решения задачи на системе из {\displaystyle p} процессоров обозначим как {\displaystyle T_{p}(n)}, тогда ускорение {\displaystyle a_{p}=a_{p}(n)} при решении задачи с параметром {\displaystyle n} можно выразить формулой:
{\displaystyle a_{p}(n)={\frac {T_{1}(n)}{T_{n}(n)}}={\frac {t(n)}{t_{p}(n)+w_{p}(n)}}={\frac {1}{1+{\tfrac {w_{p}(n)}{t_{p}(n)}}}}p=b_{p}(n)\cdot p.}
Формула имеет смысл только если {\displaystyle p<k(n)}, где {\displaystyle k(n)} — максимальное число процессоров, допускающее разумное разделение вычислительной работы при заданном размере задачи. Если {\displaystyle w_{p}(n)/t_{p}(n)<1}, то при изменении {\displaystyle p} от 1 до {\displaystyle k(n)} производительность растет не медленней, чем линейно с коэффициентом эффективности {\displaystyle b_{p}(n)>1/2}. Если же время, затрачиваемое на обмен, растет медленнее, чем время вычислений, то с ростом {\displaystyle n} коэффициент эффективности приближается к 1. Приведенная формула не учитывает многие дополнительные факторы, но она позволяет вести поиск эффективных алгоритмов для решения задач на многопроцессорных распределенных системах.